# Cooperconcha centralis
Cooperconcha centralis é uma espécie de gastrópode da família Camaenidae.
É endémica da Austrália.